# Lịch sử quan sát sao chổi

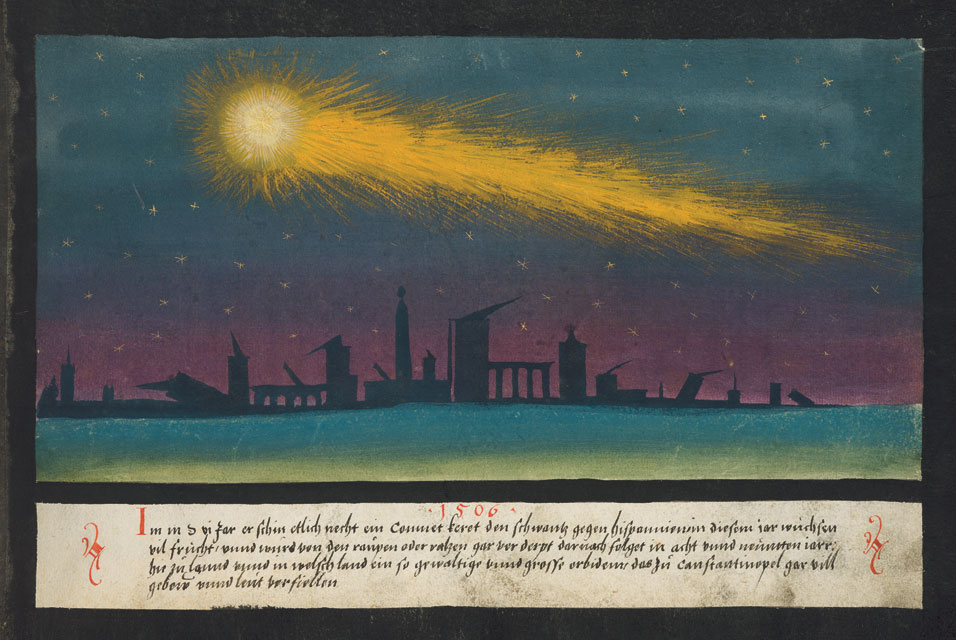
Cuốn sách của các phép lạ (Augsburg, thế kỷ 16).

Sao chổi đã được con người quan sát trong hàng nghìn năm, nhưng chỉ trong vài thế kỷ qua chúng mới được nghiên cứu như những hiện tượng thiên văn.

## Các quan sát và quan niệm ban đầu
Cho đến thế kỷ thứ nhất, sao chổi thường được coi là điềm xấu của cái chết đối với các vị vua hoặc giới quý tộc, hoặc thảm họa sắp tới, hoặc thậm chí được hiểu là các cuộc tấn công của các sinh vật trên trời chống lại cư dân dưới mặt đất. Từ những nguồn cổ xưa, chẳng hạn như từ xương để bói Trung Quốc đã cho biết rằng sự xuất hiện của sao chổi đã được con người quan sát trong hàng thiên niên kỷ. Bức ảnh lâu đời nhất của sao chổi là hình ảnh của sao chổi Halley trong vở kịch Nuremberg Chronicle cho năm 684. Một bản ghi chép rất nổi tiếng của sao chổi là sự xuất hiện của sao chổi Halley như một điềm báo đáng sợ trên tấm thảm Bayeux, ghi lại cuộc xâm lược Anh của người Norman năm 1066.
Những ghi chép về sao chổi của Trung Quốc cổ đại đã đặc biệt hữu ích cho các nhà thiên văn học hiện đại. Chúng chính xác, rộng rãi và nhất quán trong hơn ba thiên niên kỷ. Các quỹ đạo trong quá khứ của nhiều sao chổi đã được tính toán hoàn toàn từ những hồ sơ này và đáng chú ý nhất là chúng được sử dụng liên quan đến sao chổi Halley.
Trong tập đầu tiên của bộ Meteorology, Aristotle Aristotle đã thúc đẩy quan điểm của sao chổi có thể giữ vững trong tư duy phương Tây trong gần hai nghìn năm. Ông từ chối ý tưởng của một số triết gia trước đó rằng sao chổi là hành tinh, hoặc ít nhất là một hiện tượng liên quan đến các hành tinh, với lý do trong khi các hành tinh giới hạn chuyển động của chúng ttheo vòng tròn của cung Hoàng Đạo, sao chổi có thể xuất hiện ở bất kỳ phần nào của bầu trời. Thay vào đó, ông mô tả sao chổi như một hiện tượng của bầu khí quyển phía trên, nơi những đợt thở nóng, khô nóng tụ tập và thỉnh thoảng bùng nổ. Aristotle cho rằng cơ chế này chịu trách nhiệm không chỉ đối với việc tạo thành sao chổi, mà còn tạo thành thiên thạch, cực quang, và thậm chí cả Ngân Hà.
Một vài nhà triết học cổ điển sau này đã tranh luận quan điểm này về sao chổi. Seneca trẻ, trong tác phẩm Natural Questions, đã quan sát thấy sao chổi di chuyển thường xuyên qua bầu trời và không bị quấy rầy bởi gió, vốn là hành vi điển hình của thiên thể hơn các hiện tượng khí quyển. Trong khi ông thừa nhận rằng các hành tinh khác không xuất hiện bên ngoài cung Hoàng Đạo, ông không thấy lý do gì mà một vật thể giống như hành tinh không thể di chuyển qua bất kỳ phần nào của bầu trời. Tuy nhiên, quan điểm của Aristotelian tỏ ra có ảnh hưởng lớn hơn và cho đến thế kỷ 16 Tycho Brahe đã chứng minh rằng sao chổi phải tồn tại bên ngoài bầu khí quyển Trái đất bằng cách đo thị sai của Sao chổi năm 1577 từ các quan sát được thu thập bởi các nhà quan sát địa lý. Trong độ chính xác của các phép đo, điều này cho thấy sao chổi này phải xa Trái Đất ít nhất bốn lần so với khoảng cách Trái Đất đến Mặt Trăng.

## Nghiên cứu về quỹ đạo

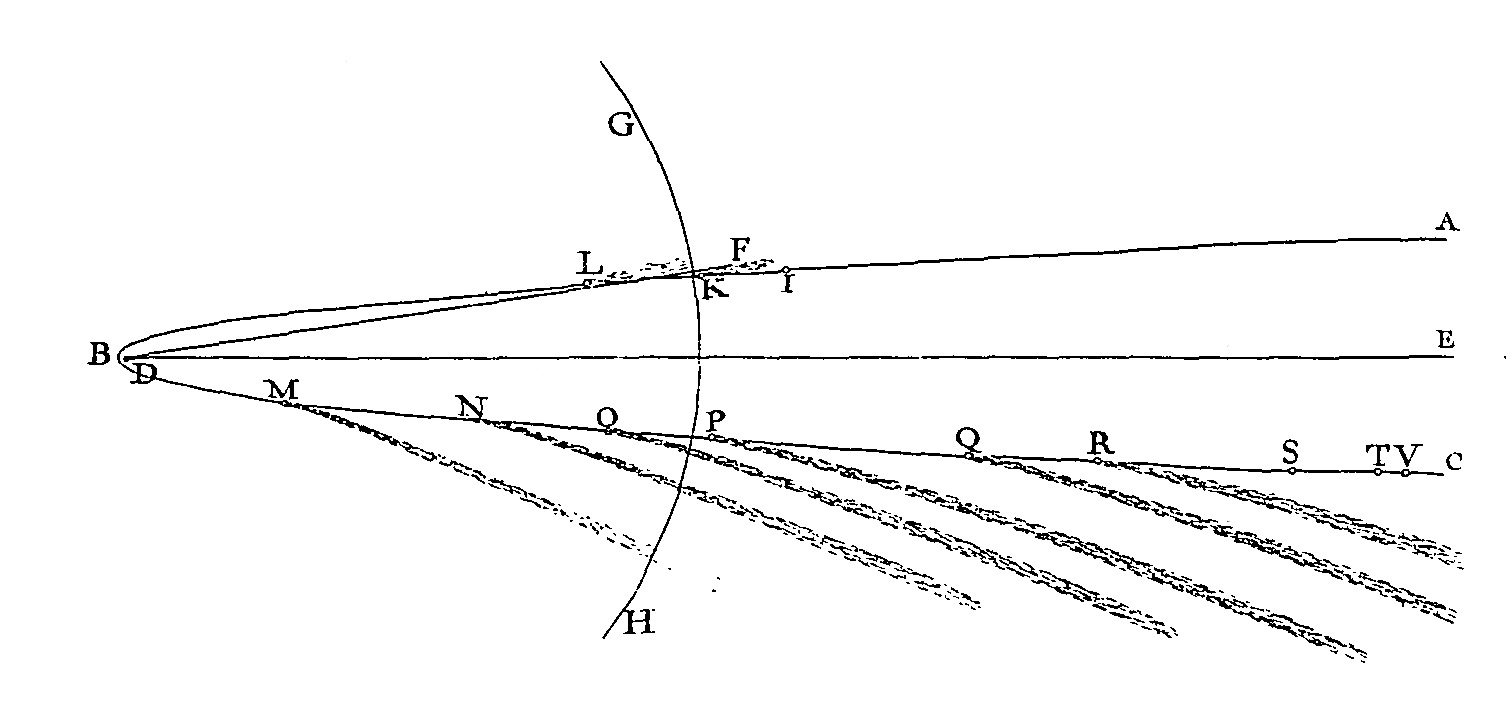
Quỹ đạo của sao chổi lớn năm 1680, gắn vào một hình parabol, tranh minh họa cuốn Các nguyên lý toán học của triết học tự nhiên của Isaac Newton

Mặc dù sao chổi bây giờ đã được chứng minh là trong không gian nhưng những câu hỏi về cách nó di chuyển sẽ được tranh luận trong hầu hết thế kỷ tiếp theo. Ngay cả sau khi Johannes Kepler đã xác định năm 1609 rằng các hành tinh di chuyển về phía mặt trời trong quỹ đạo hình elip, ông không muốn tin rằng các định luật xác định chuyển động của các hành tinh cũng sẽ ảnh hưởng đến chuyển động của các sao chổi; ông tin rằng sao chổi di chuyển giữa các hành tinh dọc theo các đường thẳng, và cuối cùng Edmund Halley phải chứng minh rằng quỹ đạo của các sao chổi là cong thực sự. Galileo Galilei, mặc dù là người theo thuyết Copernik, bác bỏ các phép đo thị sai của Tycho và thuyết trình của ông về sao chổi (Discourse on Comets) trình bày theo tư duy của Aristote, rằng sao chổi đi theo đường thẳng thông qua khí quyền tầng cao.
Vấn đề đã được giải quyết khi một sao chổi sáng chói đã được phát hiện bởi Gottfried Kirch vào ngày 14 tháng 11 năm 1680. Các nhà thiên văn học khắp châu Âu đã theo dõi vị trí của nó trong vài tháng. Năm 1681, mục sư Saxon, George Samuel Doerfel, đặt ra các bằng chứng của ông rằng sao chổi là các thiên thể trên trời di chuyển theo hình parabol với Mặt Trời làm trọng tâm. Sau đó Isaac Newton, trong tác phẩm Principia Mathematica năm 1687, đã chứng minh rằng một vật thể di chuyển dưới ảnh hưởng của nghịch đảo bình phương của tương tác hấp dẫn buộc phải di chuyển theo quỹ đạo có hình dạng giống như đường conic, và ông đã chứng minh làm thế nào để tính toán đường đi của sao chổi trên bầu trời đến quỹ đạo thực hình parabol, sử dụng sao chổi năm 1680 làm ví dụ.
Halley lúc đầu đồng ý với sự đồng thuận lâu năm rằng mỗi sao chổi là một thực thể khác nhau thực hiện một chuyến thăm duy nhất đến hệ mặt trời. Năm 1705, ông đã áp dụng phương pháp của Newton cho 23 hiện tượng tiền tệ xảy ra giữa năm 1337 và 1698. Halley lưu ý rằng ba trong số này đó là sao chổi 1531, 1607, và 1682, có các tham số quỹ đạo tương tự nhau, và ông ta có thể tính toán sự khác biệt nhỏ trong quỹ đạo của chúng về mặt nhiễu loạn hấp dẫn bởi Sao Mộc và Sao Thổ. Tự tin rằng ba lần hiện ra này là ba lần xuất hiện cùng một sao chổi, ông dự đoán rằng nó sẽ xuất hiện trở lại vào năm 1758–9. (trước đó, Robert Hooke đã xác định sao chổi năm 1664 trùng với sao chổi năm 1618, trong khi Giovanni Domenico Cassini nghi ngờ các sao chổi năm 1577, 1665 và 1680 là trùng nhau. Cả hai đều sai.) Ngày dự báo của Halley sau đó được tinh chỉnh bởi một nhóm gồm ba nhà toán học người Pháp: Alexis Clairaut, Joseph Lalande, và Nicole-Reine Lepaute, người dự đoán ngày xuất hiện của sao chổi 1759 trong vòng một tháng chính xác. Halley chết trước khi sao chổi này quay trở lại; khi nó trở về như dự đoán, nó được gọi là sao chổi Halley (với tên chỉ định 1P/Halley). Lần xuất hiện tiếp theo của sao chổi này là vào năm 2061.
Trong số các sao chổi có thời gian đủ ngắn đã được quan sát nhiều lần trong lịch sử, sao chổi Halley là duy nhất ở chỗ nó luôn sáng đủ để có thể nhìn thấy bằng mắt thường khi đi qua bên trong của hệ Mặt trời. Kể từ khi xác nhận tính chu kỳ của sao chổi Halley, các sao chổi định kỳ khác đã được phát hiện thông qua việc sử dụng kính viễn vọng. Sao chổi thứ hai được tìm thấy có một quỹ đạo định kỳ là sao chổi Encke (với tên gọi chính thức là 2P/Encke). Trong giai đoạn 1819-1921 nhà toán học và vật lý người Đức Johann Franz Encke đã tính toán quỹ đạo cho một loạt sao chổi đã được quan sát vào năm 1786, 1795, 1805 và 1818, và ông kết luận rằng chúng là 1 sao chổi, và dự đoán thành công lần trở về của nó vào năm 1822. Vào năm 1900, 17 sao chổi đã được quan sát qua nhiều hơn một đoạn thông qua các chu kỳ đi sát mặt trời của chúng, và sau đó được công nhận là sao chổi định kỳ. Tính đến tháng 7 năm 2014, 305 sao chổi đã được phân tích có tính định kỳ thành công, mặc dù một số sao chổi đã bị phân hủy hoặc bị mất.
Đến năm 1900 các sao chổi được phân loại hoặc là "tuần hoàn", với quỹ đạo elip, hoặc "không định kỳ", một lần với quỹ đạo parabol hoặc hyperbol. Các nhà thiên văn học tin rằng các hành tinh bắt các sao chổi không định kỳ thành các quỹ đạo elip; mỗi hành tinh có một "gia đình" các sao chổi mà nó bắt được, với sao Mộc có số sao chổi lớn nhất. Năm 1907 A. O. Leuschner đã đề xuất rằng nhiều sao chổi không định kỳ sẽ có quỹ đạo hình elip nếu nghiên cứu lâu dài hơn, khiến hầu hết các sao chổi đều là các thành phần vĩnh viễn của hệ mặt trời, ngay cả đối với những sao chổi có chu kỳ quỹ đạo hàng ngàn năm. Điều này ám chỉ một nhóm lớn sao chổi bên ngoài quỹ đạo của sao Hải Vương,  Đám mây Oort.